# Myadestes genibarbis
Myadestes genibarbis е вид птица от семейство Turdidae.

## Разпространение
Видът е разпространен в Антигуа и Барбуда, Барбадос, Доминика, Доминиканската република, Кайманови острови, Мартиника, Монсерат, Сейнт Китс и Невис, Сейнт Лусия, Сейнт Винсент и Гренадини, Хаити и Ямайка.